# Ripoll (Fluss)
Der Ripoll ist ein Fluss in Katalonien, Spanien. Das Quellgebiet liegt in dem Parc Natural de Sant Llorenç del Munt i l’Obac, in der Serra de Granera. Bei Montcada i Reixac in der Provinz Barcelona mündet er in den Fluss Besòs. Der Fluss  passiert die Gemeinden Sant Llorenç Savall, Castellar del Vallès, Sabadell, Barberà del Vallès und Ripollet.

## Weblinks

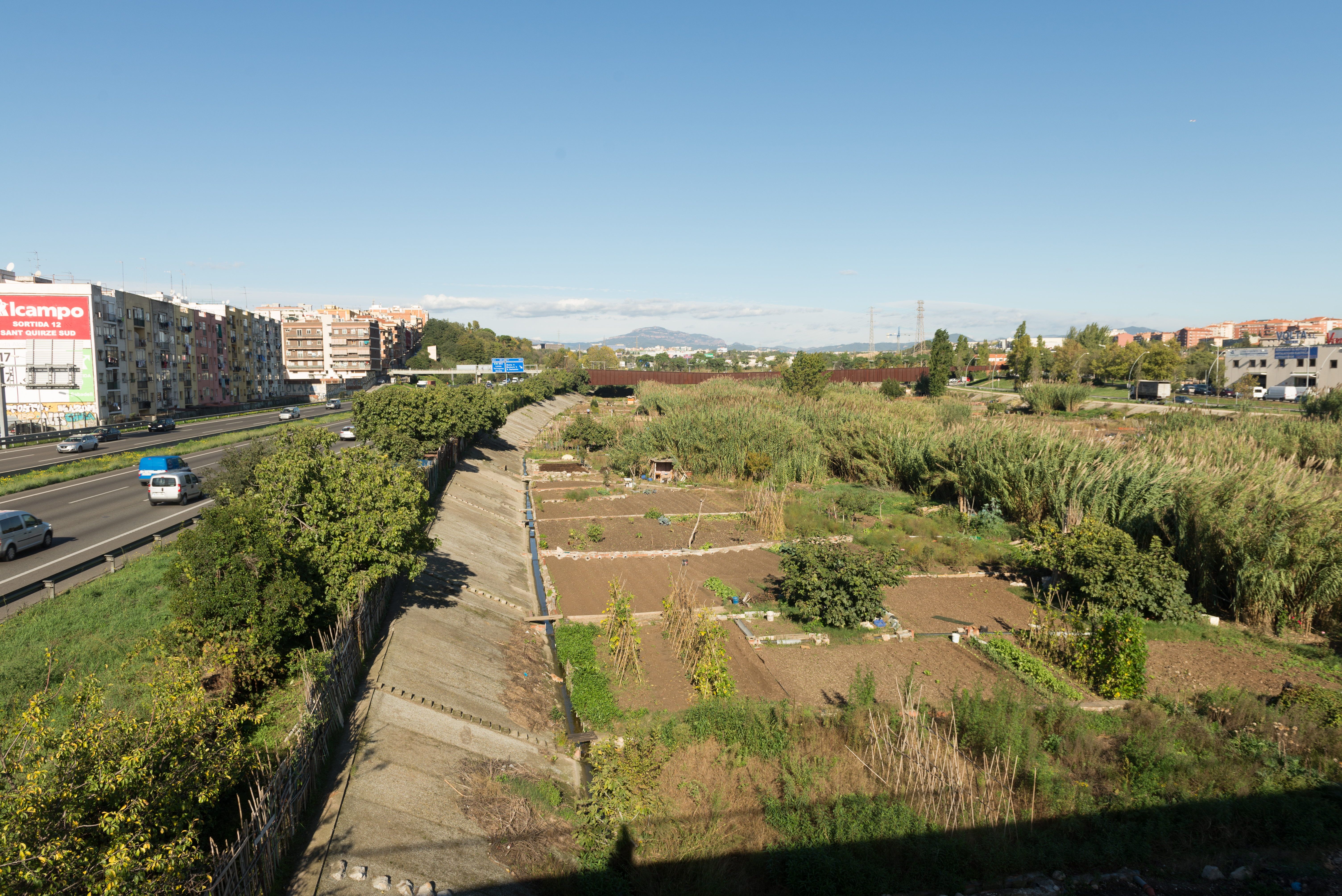
Riu Ripoll im Herbst 2015, die meiste Zeit des Jahres ist der Fluss weitgehend trocken